# Torneo WTA 500 de Chicago
El Chicago Fall Tennis Classic es un torneo profesional de tenis, que se celebra en Chicago, Illinois, Estados Unidos. Cuya primera edición forma parte del WTA Tour 2021. Se lleva a cabo en canchas duras al aire libre.

## Palmarés

### Individual
| Año  | Campeona         | Finalista  | Resultado     |
| ---- | ---------------- | ---------- | ------------- |
| 2021 | Garbiñe Muguruza | Ons Jabeur | 3-6, 6-3, 6-0 |

### Dobles
| Año  | Campeonas                     | Finalistas                        | Resultado |
| ---- | ----------------------------- | --------------------------------- | --------- |
| 2021 | Květa Peschke Andrea Petković | Caroline Dolehide Coco Vandeweghe | 6-3, 6-1  |